# Bellonella
Bellonella is een geslacht van neteldieren uit de klasse van de Anthozoa (bloemdieren).

## Soorten
- Bellonella bocagei (Kent, 1870)
- Bellonella capitata (Pfeffer, 1889)
- Bellonella cinera (Tixier-Durivault & d'Hondt, 1974)
- Bellonella clavata (Pfeffer, 1889)
- Bellonella conspicua Tixier-Durivault, 1961
- Bellonella epedana Verseveldt & Bayer, 1988
- Bellonella granulata Gray, 1862
- Bellonella molokaiensis Verseveldt & Bayer, 1988
- Bellonella petila Verseveldt & Bayer, 1988
- Bellonella rigida Putter, 1900
- Bellonella rubistella Deichmann, 1936
- Bellonella rubra Brundin, 1896
- Bellonella tenuis Tixier-Durivault & d'Hondt, 1974
- Bellonella unilobata (Thomson, 1921)
- Bellonella variabilis (Studer, 1891)